# (33632) 1999 JP78
1999 JP78 (asteroide 33632) é um asteroide da cintura principal. Possui uma excentricidade de 0.12376850 e uma inclinação de 14.40069º.
Este asteroide foi descoberto no dia 13 de maio de 1999 por LINEAR em Socorro.